# Giết người (luật pháp Hoa Kỳ)
Ở Hoa Kỳ, luật về tội giết người thay đổi tùy theo khu vực thẩm quyền. Trong hầu hết các khu vực pháp lý của Hoa Kỳ, có một hệ thống các hành vi, được gọi chung là giết người, trong đó giết người cấp độ một và giết người trọng tội là nghiêm trọng nhất, tiếp theo là giết người cấp độ hai, tiếp theo là ngộ sát cố ý và ngộ sát không cố ý, không nghiêm trọng và kết thúc cuối cùng là giết người chính đáng, mà không phải là một tội ác. Tuy nhiên, vì có ít nhất 52 khu vực pháp lý có liên quan, mỗi khu vực có bộ luật hình sự riêng, đây là một sự đơn giản hóa đáng kể.
Việc kết án cũng rất khác nhau tùy thuộc vào tội giết người cụ thể. "Án tù chung thân" là một hình phạt phổ biến cho tội giết người cấp độ một, nhưng ý nghĩa của nó rất khác nhau.
Hình phạt tử hình là một bản án hợp pháp tại 32 tiểu bang, và trong các hệ thống pháp lý dân sự và quân sự liên bang. Hoa Kỳ là bất thường trong việc thực hiện các vụ hành quyết, với 34 quốc gia đã thực hiện các vụ hành quyết kể từ khi hình phạt tử hình được khôi phục vào năm 1976. Các phương pháp thực hiện rất đa dạng, nhưng phương pháp phổ biến nhất kể từ năm 1976 là tiêm thuốc độc. Trong năm 2014, tổng cộng 35 người đã bị xử tử, và 3.002 người bị kết án tử hình chờ đến ngày thi hành.
Đạo luật về Nạn nhân của Bạo lực Liên bang, được ban hành năm 2004 và được mã hóa thành 18 Bộ luật Hoa Kỳ § 1841, cho phép thai nhi được coi là nạn nhân trong các tội ác. Tiểu mục (c) của đạo luật đó đặc biệt nghiêm cấm các vụ truy tố liên quan đến phá thai có sự đồng ý và các phương pháp điều trị y tế.